# Dressy Bessy

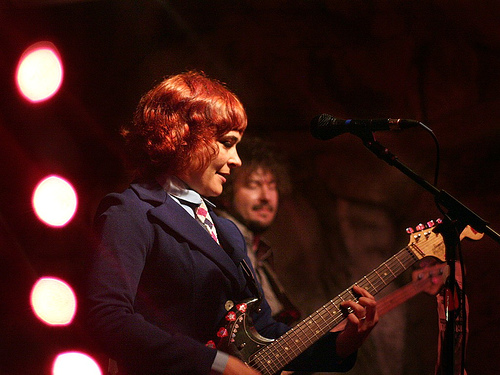
Dressy Bessy

Dressy Bessy ist eine Indie-Rock-Band aus Denver, Colorado (Vereinigte Staaten).
Gitarrist John Hill spielt auch bei The Apples in Stereo. Sängerin und Gitarristin Tammy Ealom gründete die Band zusammen mit dem Schlagzeuger Darren Albert und dem Bassisten Rob Greene im Jahr 1996.
Die ersten drei Alben erscheinen bei dem Label Kindercore Records.
Gegen Ende des Jahres 2004 verließ Darren Albert die Band und wurde 2005 von Craig Gilbert ersetzt. In diesem Jahr wechselte die Band auch zu Transdreamer Records und produzierte ihr viertes Album Electrified, das im Juni 2005 erschien.

## Mitglieder
- Tammy Ealom (1996–jetzt)
- Rob Greene (1996–jetzt)
- John Hill (1996–jetzt)
- Darren Albert (1996–2004)
- Craig Gilbert (2005–jetzt)

## Diskografie

### Alben
- Pink Hearts Yellow Moons (Kindercore; CD; 1999)
- SoundGoRound (Kindercore; CD; 2002)
- Little Music (Kindercore; CD; 2003)
- Dressy Bessy (Kindercore; CD; 2003)
- Electrified (Transdreamer Records; CD/LP; 2005)
- Holler and Stomp (Transdreamer Records; CD/LP; 2008)

### EPs und Singles
- Ultra Vivid Color (Little Dipper; 7"; 1997)
- You Stand Here (Drug Racer; CD; 1998)
- Sunny (100 Guitar Mania; 7"; 1999)
- California EP (Kindercore; CD; 2000)
- Split w/ Saloon (Track & Field Organisation; 7"; 2002)